# Állkapcsosak

Haplognathia sp. (állkapcsos férgecske)

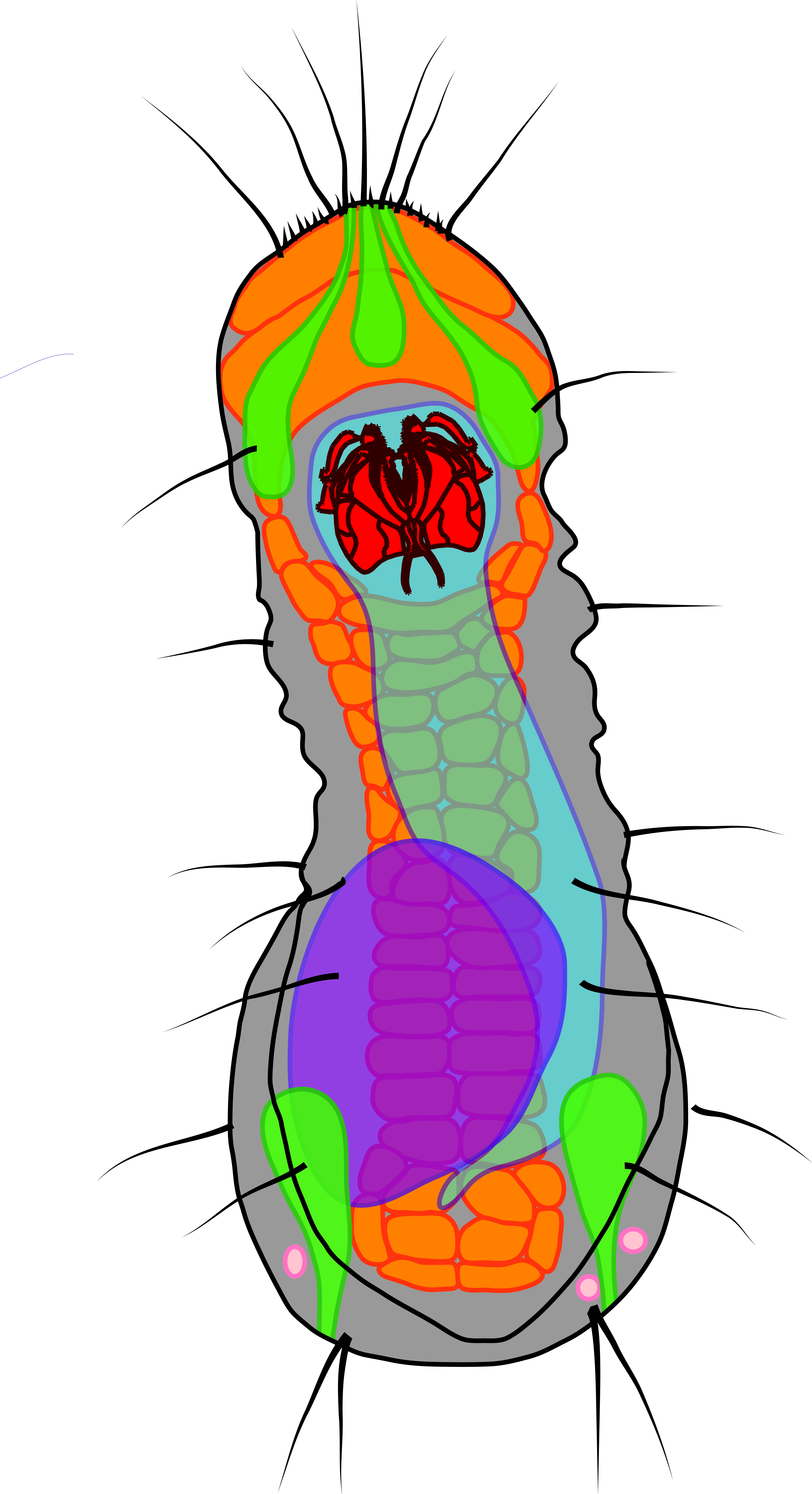
Limnognathia maerski belső felépítése

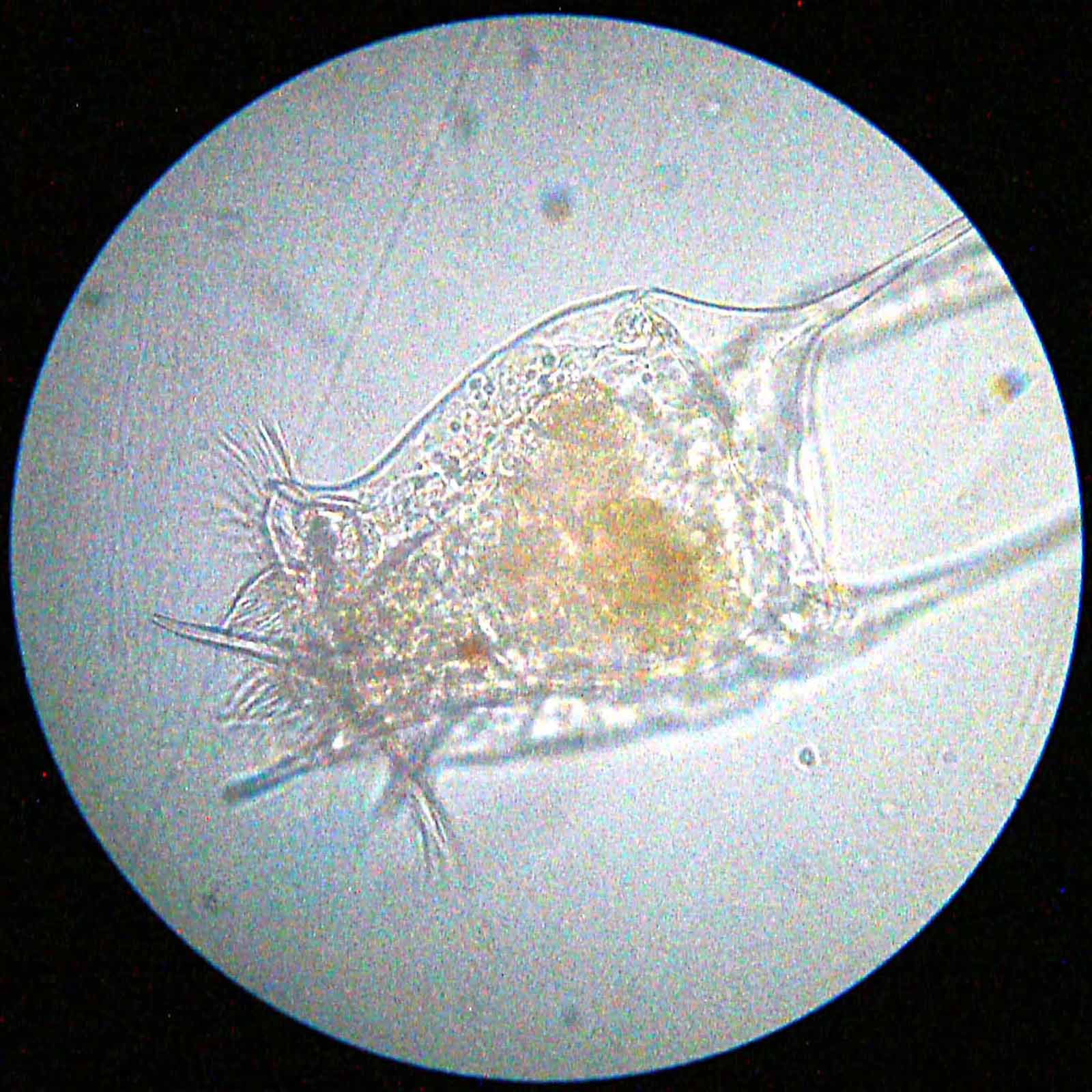
kerekesféreg a mikroszkóp alatt

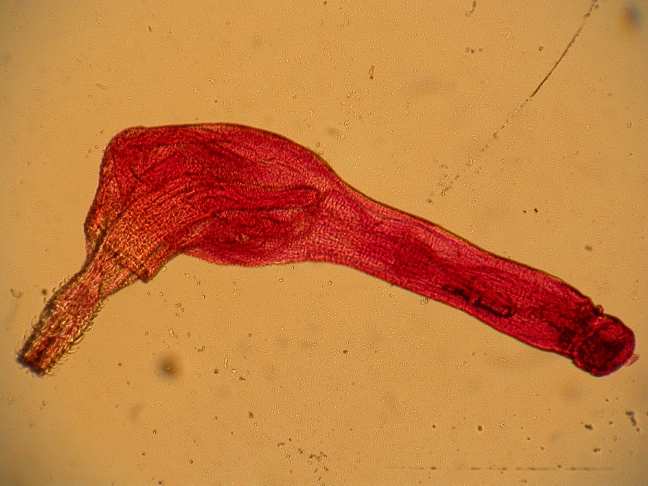
Corynosoma wegeneri

Az állkapcsosak (Gnathifera) az ősszájúak (Protostomia) közé tartozó spirálisan barázdálódó állatok (Spiralia) elsőként, mintegy 638 millió éve kivált főtörzse. Ez a taxon nem tévesztendő össze
- sem az állkapcsosokkal (Gnathostomata), a gerinchúrosok (Chordata) törzsében a gerincesek (Vertebrata) altörzsének egyik altörzságával,
- sem az ívelt szárnyú molyfélék közé tartozó és ugyancsak Gnathiferának nevezett lepkenemmel.

A taxon nagy átfedéssel megfelel a hagyományos rendszertanokban elfogadott laposféregszerűek (Platyzoa) főtörzsének.

## Megjelenésük, felépítésük, élőhelyük
Közös jellemzőjük, hogy garatjukban többtagú állkapcsi készülék található. Ennek felépítése törzsenként igencsak eltérő. Többségük kis vagy mikroszkopikus méretű.
Az állkapcsos férgecskék (Gnathostomulida) bélcsatornája másodlagosan egynyílásúvá egyszerűsödött.
A Micrognathozoa név arra utal, hogy a törzs egyetlen, Grönlandon élő faja (Limnognathia maerski) mikroszkopikus méretű.
A kerekesférgek (Rotifera) ugyancsak mikroszkopikus méretűek, csillós kerékszervvel. Belőlük származtatják a kiölthető ormányú, belső élősködő (endoparazita) buzogányfejű férgeket (Acanthocephala).
Egyesek ebbe a főtörzsbe sorolják a kizárólag tengerekben élő, ragadozó nyílférgeket (serteállkapcsúak, Chaetognatha) is. Ezek rendszertani helyzete rendkívül bizonytalan; némely szerzők önálló főtörzsnek tekintik őket.